# Impendle
Impendle (officieel Impendle Local Municipality) is een gemeente in het Zuid-Afrikaanse district Umgungundlovu.
Impendle ligt in de provincie KwaZoeloe-Natal en telt 33.105 inwoners.

## Hoofdplaatsen
Het nationaal instituut voor de statistiek, Stats SA, deelt sinds de census 2011 deze gemeente in in 37 zogenaamde hoofdplaatsen (main place):
Bucklands • Cibelichle • Enguga • Enkangala • Fikesuthi • Ga-Keta • Glenmile • Gomane • Gwanovuga • Highmoor • Impendle • Ingqiya • Kamensi • Kwa Thunzi • KwaGade • Loteni • Mahlutshini • Maitland • Mgodi • Mkhomazi • Mkomazi • Moyeni • Mpofana NU • Mzumbe • Nhlabamkosi • Nhlambamasoka • Nhlathimbe • Nkothweni • Ntshinini • Ntwasahlobo • Nzinga • Shellfish • Shiyabantu • Simolobha • Sithunjwana • Sitofela • Willowbrook.